# Prieuré Notre-Dame-des-Anges de Moret-sur-Loing
Le prieuré Notre-Dame-des-Anges est un couvent de bénédictines, installé à Moret-sur-Loing de 1638 à 1784.

## Histoire
Le prieuré de Moret est fondé par Jacqueline de Bueil, la comtesse de Moret, et le marquis de Vardes, son second époux.
Dès 1638, deux religieuses de l'ordre de Saint-Benoît, appelées par la comtesse de Moret, arrivent dans la ville et se voient attribuer un modeste logement.
Peu après, des terrains sont acquis, des constructions lancées, le couvent est définitivement établi avec le titre de Prieuré perpétuel, sous l'invocation de Notre-Dame-des-Anges. Les religieuses peuvent alors se consacrer à l'éducation gratuite des jeunes filles.
Dès le mois de juillet 1639, la communauté compte neuf sœurs, dirigées par Élisabeth Pidoux, leur première supérieure.
En 1696, la maison comptait vingt religieuses professes et trois converses. Le revenu annuel du prieuré était de deux mille livres, auquel s'ajoutait une subvention annuelle de quatre à cinq mille livres versée par Madame de Maintenon, très vraisemblablement en raison de la présence au couvent de la « Mauresse de Moret ».

## Prieures
Prieures du Prieuré Notre-Dame-des-Anges : 
- Élisabeth Pidoux, petite-fille de Jean Pidoux, médecin du roi  Henri IV, cousine de Jean de La Fontaine (son père Louis Nicolas Pidoux de La Maduère avait une sœur, Françoise Pidoux de La Maduère, qui fut la mère du fabuliste) et nièce du cardinal de Richelieu (sa mère Isabelle du Plessis de Richelieu était la sœur du cardinal).
- Louise-Anne Martin
- Renée de Goué
- Anne Morant (de sainte Catherine) (1674-1698)
- Angélique-Edmée de Beuvron (1698-1700), contrainte à la démission en 1700 par Mme de Maintenon
- Anne-Thérèse de Mougent (de sainte Ursule) (1700-1717)
- Marie-Angélique de Perthuis (1717-1747)
- Marie-Marguerite Frimicourt (1747-1754).

Abbesses de l'Abbaye royale de Bénédictines de Villechasson-Moret :
- Françoise Pâris de Soulanges (1755-), ancienne religieuse de Fontevraud, sous-gouvernante de Louise de Bourbon, puis abbesse de Royallieu depuis le 4 juin 1754[2]
- Marie-Françoise-Louise de Gouy d'Arsy (-1780)[3]
- Gabrielle de Merey (1780-1784)